# 崔時亨
崔 時亨（チェ・シヒョン、최시형、1827年 - 1898年）は、東学の第2代教主。朝鮮の独立運動家である。号は「梅月堂」、「海月」。

## 人物
慶尚北道慶州の貧農出身で幼くして父母を失う。1861年に東学に入門し、1863年に第2代教主となる。1864年に初代教祖崔済愚が刑死すると、李朝による厳しい弾圧下で、『東経大全』や『竜潭遺詞』など東学の経典を復刊して教義の体系化を図るとともに、朝鮮半島南部一帯への布教に力を注ぎ、教団組織を整備・拡大した。1892年から翌年にかけて、東学の合法化をめざす「教祖伸冤運動」を展開し、1894年の甲午農民戦争では、本来の教義が非暴力的な教化主義をとる立場から、武力蜂起には消極的であり、全琫準らの主戦論と対立したが、日本軍による干渉後は農民軍への合流を教徒に指示した。1898年に逮捕され、漢城府で処刑された。